# Ісайкін Віктор Іванович
Ві́ктор Іва́нович Іса́йкін (рос. Исайкин Виктор Иванович, 22 листопада 1981, Чукали, СРСР — 1 березня 2022, поблизу Харкова, Україна) — російський офіцер, полковник Збройних сил РФ. Кавалер ордена Мужності.

## Життєпис
Обіймав посаду командира полка 150-ї мотострілецької дивізії (в/ч 22265, Новочеркаськ), згодом був призначений начальником штабу і заступником командира 136-ї окремої мотострілецької бригади (в/ч 63354, Буйнакськ). Учасник вторгнення в Україну, брав участь у бойових діях на харківському напрямку. Загинув у бою. Похований у рідному селі Чукали

## Відзнаки та нагороди
- Орден Мужності (2022)[4]
- Георгіївський Хрест IV ступеня
- Медаль «За відвагу» (Російська Федерація)
- Медаль «За відзнаку у військовій службі» 3-го і 2-го ступеня (15 років)
- Медаль «Учаснику військової операції в Сирії»